# Zatch Bell!
Zatch Bell! (金色のガッシュベル!!?, Konjiki no Gasshu!!, lett. "Gash dorato!!") è una serie manga ed anime giapponese creata da Makoto Raiku ed edita in Giappone dalla Shogakukan nello Shonen Sunday. Il manga è iniziato nel gennaio 2001 e, dopo 33 tankōbon, è terminato il 18 giugno 2008.
Nel 2002 il manga Zatch Bell! ha ricevuto il 48º premio Shogakukan nella categoria Shōnen.
La serie animata è iniziata in Giappone il 6 aprile 2003 ed è terminata il 26 marzo 2006. In Italia è invece giunta il 7 gennaio 2008 sul canale Cartoon Network e replicata su Boing da settembre 2008; il doppiaggio italiano si basa sulla versione censurata statunitense, e come tale, solo 104 episodi su 150 sono stati doppiati e trasmessi.
Il 26 febbraio 2022 l'autore dell'opera Makoto Raiku ha ufficializzato sul suo profilo Twitter l'annuncio di un nuovo manga intitolato Konjiki no Gash!! 2 (Zatch Bell! 2). Quest'ultimo viene serializzato mensilmente in forma digitale dal 14 marzo 2022 e continua la storia narrata nella prima serie originale.
L'opera rientra nella top 100 manga più venduti al mondo con più di 23,8 milioni di copie in circolazione registrati nel 2017 solo in Giappone. Inoltre, si è classificato al 33º posto nella top 50 manga più apprezzati secondo la classifica della nota emittente televisiva giapponese TV Asahi.

## Trama
Ogni 1000 anni, sulla Terra scendono 100 demoni (in Italia chiamati Mamodo) dotati di poteri straordinari, essi combattono una feroce guerra per prendere possesso del trono e diventare così, il Re dei demoni. Questi demoni, di sembianze simile ad esseri umani (anche se un po' più bassi) e mostri, sulla Terra non possono usare i propri poteri a loro piacimento come nel loro mondo, così portano con sé un libro magico, ognuno con un colore diverso, con dentro scritto in lingua sconosciuta, le formule per lanciare incantesimi. Ogni demone per combattere ha bisogno di un essere umano, l'unico in grado di leggere il proprio libro.
Ogni libro ha un colore diverso che rispecchia i tratti caratteristici del Mamodo a cui appartiene, e ovviamente contiene differenti incantesimi basati sui vari tipi di potere.
Per far sì che l'essere umano riesca a leggere le formule del libro, deve legarsi emotivamente col demone. L'obiettivo di ogni demone sarà quello di bruciare il libro degli altri. Se il libro di un demone viene bruciato, questo perderà automaticamente il diritto a partecipare alla sfida e verrà rimandato nel mondo dei Mamodo; l'ultimo demone rimasto, diventerà Re dei demoni.
Il protagonista è Zatch (in originale Gash), un demone di sei anni molto inesperto con gli incantesimi, che non ricorda nulla del suo mondo e non sa di essere un demone.
Zatch all'inizio, riesce a trovare il suo compagno ideale, uno studente liceale di 14 anni di nome Kiyomaro Takamine (in Italia Kiyo), molto intelligente e, proprio a causa di questo, molto isolato da tutti e senza amici. All'inizio Zatch e Kiyo non andranno molto d'accordo, ma col passare del tempo, Kiyo si farà molti amici, proprio grazie a Zatch, e i due si legheranno sempre di più, fino a diventare migliori amici. Zatch, col proseguire della guerra, comprenderà di essere un demone e che, all'inizio della battaglia i suoi ricordi furono cancellati da Zeno, suo fratello gemello; tenterà così di riacquistare i suoi ricordi con l'obiettivo di vincere la guerra e diventare un Re buono e generoso.

## Altri media

### Manga
Scritto e illustrato da Makoto Raiku, Zatch Bell (Konjiki no Gash!) iniziò la sua serializzazione sulla rivista di Shogakukan Weekly Shōnen Sunday nel gennaio 2001. Nel dicembre 2005 la serie va in pausa a causa di un infortunio dell'autore alla mano. La serie riprese la propria serializzazione sul numero 11 del 2006 di Weekly Shōnen Sunday nel mese di febbraio. La serie finì la sua serializzazione il 26 dicembre 2008 con 323 capitoli. I capitoli del manga sono stati raccolti in 33 tankōbon. La serie fu licenziata per un'edizione in lingua inglese da Viz Media. In Italia la serie è stata inizialmente pubblicata da Play Press dal 1º febbraio al 15 maggio 2007, interrompendola al quarto volume. Il 1º agosto 2025 viene annunciata da Edizioni BD la riedizione italiana del manga, basata sui volumi dell'edizione kanzenban giapponese e in uscita a novembre dello stesso anno sotto l'etichetta J-Pop.
Nel marzo 2011 Makoto Raiku pubblicò nella rivista Bessatsu Shonen Magazine di Kodansha un capitolo one-shot di Zatch Bell per promuovere la ripubblicazione del manga nel nuovo formato bunkōban.
Nel 2019 è uscita una nuova edizione perfect edition del manga, caratterizzata da 16 volumi e nuove copertine disegnate appositamente.
Il 26 febbraio 2022 è stato annunciato un seguito intitolato Konjiki no Gash!! 2 (Zatch Bell! 2), il quale viene serializzato mensilmente dal 14 marzo 2022 in digitale.

### Anime
Gli episodi della serie anime Zatch Bell! sono diretti da Tetsuji Nakamura e Yukio Kaizawa e prodotti da Toei Animation. Gli episodi furono trasmessi su Fuji Television tra il 6 aprile 2003 e il 26 marzo 2006, per un totale di 150 episodi. Viz Media ottenne i diritti per la distribuzione al di fuori del Giappone per televisione, home video e per il merchandising dell'anime Zatch Bell! da Toei Studio il 4 agosto 2005. Successivamente Viz Media ha stretto un contratto con Studiopolis per creare l'adattamento inglese dell'anime e concesse la licenza per il merchandising di Zatch Bell! a diverse compagnie.
L'adattamento inglese dell'anime Zatch Bell! debuttò sulla rete Toonami di Cartoon Network il 5 marzo 2005 e la messa in onda si interruppe il 20 gennaio 2007 con settantasette episodi trasmessi. In Canada la rete YTV iniziò la messa in onda di Zatch Bell! nel settembre 2005 e la concluse il 6 dicembre 2008 con l'episodio 104. La serie fu pubblicata in 51 DVD da Shogakukan tra il 19 novembre 2003 e il 7 marzo 2007 in Giappone. A luglio 2009, tredici DVD dell'adattamento inglese sono stati pubblicati da Viz Media tra l'8 novembre 2005 e il 4 dicembre 2007.
In Italia è stata importato l'adattamento inglese censurato dell'anime Zatch Bell!. La trasmissione è avvenuta dal 7 gennaio 2008 sul canale Cartoon Network e successivamente replicata in chiaro su Boing da settembre 2008. Dei 150 episodi originali ne sono andati in onda solo 104.

### Filler

#### Saga di Grisor
Lo specchio dei mamodo è un monile speciale capace di moltiplicare di 100 volte i poteri del mamodo che lo possiede. Nel Makai è vietato l'uso dello specchio, ma, pur sapendo questo, Grisor, un mamodo debole e vigliacco, lo ruba nella speranza di poterlo usare per vincere la battaglia che deciderà chi sarà il nuovo re; quando però fugge sulla Terra, lo specchio si rompe, dividendosi in tre parti, ognuna situata in un luogo diverso del pianeta. Quando Grisor riesce ad unire i tre pezzi (grazie al aiuto di un altro mamodo di nome Taglia & Incolla, Nya e alla sua compagna umana, Shiòn) ottiene un potere enorme, che però verrà arrestato dal Baou Zakeruga di Zatch, una volta che lo specchio si sarà rotto.

#### Saga di Magister
Il mamodo chiamato "Magister" ("Maestro"), è uno dei cento mamodo destinati a combattere per il trono, ma che a causa di un imprevisto, invece che giungere sulla terra, si è trovato imprigionato in una sorta di dimensione parallela, situata a metà tra il mondo dei demoni e il nostro chiamato "intermondo", dove i mamodo che possiedono un libro possono lanciare incantesimi senza l'aiuto degli esseri umani, e dove finiscono i demoni che sono stati esiliati. Zatch e Kiyo, insieme a Brago - un mamodo dal libro nero di cui tutti hanno paura - e Sherry, la sua partner, verranno teletrasportati nel regno del Maestro, intenzionato ad utilizzare i loro strabilianti poteri per aprire una varco dimensionale che gli permetta di tornare nel Makai, e conquistarsi il diritto al trono con un esercito di ribelli.
Zatch e Brago, nemici giurati, uniranno le forze e si alleeranno contro di lui, riuscendo infine a sventare il suo folle progetto e a tornare nel mondo degli umani.

### Film

#### Il demone non elencato no. 101
Zatch, Kiyo, Tia, Megumi, Kanchome, Folgore e Ponygon dovranno affrontare Wiseman, il centunesimo mamodo. Questo mamodo si vuole vendicare perché ritiene che Zatch abbia barato per rubargli il posto nella lotta al trono. Infatti, quando il direttore della scuola per mamodo stava compilando i fogli dei mamodo che andranno sulla terra, Zatch colpisce con la palla da baseball il vetro della finestra, facendo entrare una folata di vento che manderà il foglio di Wiseman su di un albero, e il direttore, ritenendolo un segno del destino, autorizza Zatch ad entrare nella lotta al trono. Alla fine, si scopre che è stato davvero il destino, anche perché Zatch possedeva il potere del Baou, tramandato nella famiglia reale. L'impresa non sarà semplice, il mamodo infatti è in grado di assorbire gli incantesimi degli altri mamodo, rendendo il libro prosciugato di colore bianco. Ogni mamodo ha bisogno di un cuore umano per usare gli incantesimi. Se si immagina uno Ying-Yang un mamodo è metà del simbolo e l'umano la restante metà. Wiseman invece, era una sfera completa, quindi non ha bisogno di un umano specifico. Può cancellare i ricordi e le emozioni di chi tiene il libro, rendendolo capace di fare coppia con chiunque per sconfiggere definitivamente Wiseman verrà usato il  Barudo Foruso : con l'aiuto di più mamodo Zatch creerà una fenice di luce che devasterà tutto ciò che troverà sul suo cammino. Wiseman assorbirà l'attacco ma l'energia sarà troppa da assorbire e il libro prenderà da solo fuoco, rimandando Wiseman nel mondo dei mamodo.

#### L'attacco dei Mechavulcan
Kiyo viene rapito da un inventore pazzo, che ha costruito un esercito di Vulcan 300 meccanici. Zatch riesce a fare amicizia con l'unico Vulcan 300 buono, che lo ha aiutato contro la perfida Naomi. Nel frattempo Zatch, Kiyo, Tia, Megumi, Kanchome, Folgore, Ponygon e Sumbeam, devono combattere e distruggere un rombo di energia. L'inventore si oppone, ma Zatch non si arrenderà.

### Videogiochi
I seguenti videogiochi sono stati distribuiti anche al di fuori del Giappone:
- Zatch Bell! Mamodo Fury
- Zatch Bell! Mamodo Battles
- Zatch Bell! Electic Arena

I seguenti sono invece tuttora distribuiti solo in Giappone:
- Konjiki no Gash Bell!: Yuujou Tag Battle
- Konjiki no Gash Bell!! Go! Go! Mamono Fight!!
- Konjiki no Gash Bell!! Unare! Yuujou no Zakeru
- Konjiki no Gash Bell!! Unare! Yuujou no Zakeru 2
- Konjiki no Gash Bell!! Unare! Yuujou no Zakeru Dream Tag Tournament
- Konjiki no Gash Bell!! - Card Battle
- Konjiki no Gash Bell!! Yūjō no Tag Battle Full Power

## Doppiaggio
| Personaggio            | Doppiatore giapponese                               | Doppiatore italiano                                                    |
| ---------------------- | --------------------------------------------------- | ---------------------------------------------------------------------- |
| Zatch Bell (Gash Bell) | Ikue Ōtani (ep. 1-140) Konami Yoshida (ep. 141-150) | Jolanda Granato                                                        |
| Kiyo Takamine          | Takahiro Sakurai                                    | Massimo Di Benedetto                                                   |
| Suzy Mizuno            | Tomoko Akiya                                        | Tosawi Piovani Federica Valenti (ep. 70)                               |
| Parco Folgore          | Hiroki Takahashi                                    | Paolo De Santis                                                        |
| Kanchome               | Masami Kikuchi                                      | Patrizia Scianca                                                       |
| Megumi                 | Ai Maeda                                            | Francesca Bielli                                                       |
| Tia                    | Rie Kugimiya                                        | Serena Clerici                                                         |
| Hana, madre di Kiyo    | Wakana Yamazaki                                     | Cinzia Massironi                                                       |
| Sherry                 | Fumiko Orikasa                                      | Alessandra Karpoff                                                     |
| Brago                  | Kazunari Kojima                                     | Diego Baldoin                                                          |
| Ponygon (Schneider)    | Satomi Korogi                                       | Felice Invernici                                                       |
| Hiroshi Yamanaka       | Kazunari Tanaka                                     | Stefano Pozzi                                                          |
| Iwajima                | Yusuke Numata                                       | Luca Bottale                                                           |
| Kane                   | Norihisa Mori                                       | Alessandro Messina                                                     |
| Professore             | Rokurō Naya                                         | Antonello Governale                                                    |
| Naomi                  | Shihomi Mizowaki                                    | Daniela Fava                                                           |
| Penny                  | Naoko Matsui                                        | Emanuela Pacotto                                                       |
| Uri                    | Kosuke Toriumi                                      | Davide Albano                                                          |
| Grisor                 | Kaneta Kimotsuki                                    | Riccardo Peroni Stefano Albertini (trasformato)                        |
| Kafk Sumbeam           | Hozumi Gouda                                        | Alessandro Zurla                                                       |
| Zeno                   | Urara Takano                                        | Jolanda Granato                                                        |
| Dufort                 | Hikaru Midorikawa                                   | Andrea Bolognini                                                       |
| Kido                   | Akemi Okamura                                       | Monica Bonetto                                                         |
| Ted                    | Junko Takeuchi                                      | Luca Ghignone                                                          |
| Koko                   | Chinami Nishimura                                   | Benedetta Ponticelli                                                   |
| Zofis                  | Toshiko Fujita                                      | Elisabetta Cesone                                                      |
| Dottor Rebus           | Rokuro Naya                                         | Oliviero Corbetta                                                      |
| Wonrei                 | Akira Ishida                                        | Lorenzo Scattorin                                                      |
| Ly-en                  | Haruna Ikezawa                                      | Jenny De Cesarei                                                       |
| Bari                   | Ryoutaro Okiayu                                     | Massimiliano Lotti                                                     |
| Gustav                 | Unshō Ishizuka                                      | Gianni Gaude                                                           |
| Laila                  | Rumi Shishido                                       | Cinzia Massironi                                                       |
| Earth                  | Hideyuki Umezu                                      | Alessandro Maria D'Errico.                                             |
| Elly                   | Konami Yoshida                                      | Daniela Fava                                                           |
| Kolulu                 | Hōko Kuwashima                                      | Marcella Silvestri (ep. 6) Sabrina Bonfitto (alcuni ep. nei flashback) |
| Lori                   | Yuka Imai                                           | Laura Brambilla                                                        |
| Maruss                 | Junko Takeuchi                                      | Renato Novara                                                          |
| Belgim E.C.            | Shigeru Chiba                                       | Pietro Ubaldi                                                          |
| Danny                  | Kappei Yamaguchi                                    | Federico Zanandrea                                                     |
| Mr. Goldo              |                                                     | Mario Scarabelli                                                       |
| Roberto Vile           |                                                     | Marco Balzarotti                                                       |
| Fein                   |                                                     | Daniele Demma                                                          |
| Sein                   |                                                     | Lorenzo Scattorin                                                      |
| Apollo                 |                                                     | Ruggero Andreozzi                                                      |
| Kory                   |                                                     | Davide Albano                                                          |
| Sten                   |                                                     | Diego Sabre                                                            |
| Shin                   |                                                     | Pietro Ubaldi                                                          |
| Eido                   |                                                     | Luca Ghignone                                                          |
| Hyde                   |                                                     | Simona Biasetti                                                        |
| Eshros                 |                                                     | Davide Garbolino                                                       |
| Victoream              |                                                     | Antonello Governale                                                    |
| Robnos                 |                                                     | Renata Bertolas                                                        |
| Purio                  |                                                     | Renato Novara                                                          |
| Rupa                   |                                                     | Dania Cericola                                                         |
| Luke                   |                                                     | Oliviero Corbetta                                                      |
| Hosokawa               |                                                     | Gianluca Iacono                                                        |
| Jem                    |                                                     | Loretta Di Pisa                                                        |
| Shion                  |                                                     | Elisabetta Spinelli                                                    |
| Majirou                |                                                     | Pietro Ubaldi                                                          |
| Gensou                 |                                                     | Maurizio Merluzzo                                                      |
| Reycom                 |                                                     | Irene Scalzo                                                           |
| Sugino                 |                                                     | Cinzia Massironi                                                       |

## Censura
Nel doppiaggio originale (giapponese), Zatch si chiama "Gash", ma gli adattatori americani l'hanno cambiato, dato che il termine "Gash" significa "squarcio", "ferita".
La canzone di Folgore Chichi Wo Moge è stata totalmente modificata con Hey Hey Let's Dance All Day, di conseguenza in Italia con Ehi Ehi balliamo così perché la canzone era totalmente incentrata sul seno femminile.
Inizialmente Zatch andava in giro nudo, ma la censura americana gli ha aggiunto dei boxer.
In Giappone il sesso di Zofis non è specificato, anche se l'autore ha detto che è maschio. Negli Stati Uniti e di conseguenza in Italia è considerato di sesso maschile.

## Accoglienza
Nel sondaggio Manga Sōsenkyo 2021 indetto da TV Asahi, 150 000 persone hanno votato la loro top 100 delle serie manga e Zatch Bell! si è classificata al 33º posto.